# AC97
AC'97 (Audio Codec 1997) är en codecstandard för ljud, utvecklad av Intel 1997. Den ersattes 2004 av Intel High Definition Audio. Båda begreppen används som förtydligande egenskap hos de elektronikkretsar och tillhörande anslutningskontakter som kan utgöra delsystem på ett moderkort till en PC-dator.